# ميخائيل جوزيف كرين
ميخائيل جوزيف كرين (بالإنجليزية: Michael Joseph Crane)‏ هو كاهن كاثوليكي أمريكي، ولد في 8 سبتمبر 1863 في بنسيلفانيا في الولايات المتحدة، وتوفي في 26 ديسمبر 1928.